# Monocentris reedi
Monocentris reedi är en fiskart som beskrevs av Schultz, 1956. Monocentris reedi ingår i släktet Monocentris och familjen Monocentridae. Inga underarter finns listade i Catalogue of Life.